# Legião Cearense do Trabalho
La Legião Cearense do Trabalho (Légion cearense du travail) fut un important mouvement régional de l'État du Ceará (Brésil), enraciné dans les couches populaires.

## Historique
Elle était dirigée par le lieutenant Severino Sombra, un jeune militaire catholique ultramontain, qui refusa par antilibéralisme de participer à la révolution de 1930. 
Lors de sa création, le 23 août 1931, le mouvement revendiquait 9000 légionnaires, pour atteindre les 15 000 membres quand il commencera à s'étendre à tout l'État du Ceará. Une centaine d'organisations ouvrières et d'associations similaires sont associées à la Légion, qui est de fait un mouvement confédéré. Quelques mois après sa fondation, une quarantaine d'associations affiliées sont identifiables. Les relations avec les autres organisations sont interdites de manière directe.
Les adhérents ont obligation de porter un uniforme : pantalon blanc, blouson d'ouvrier en coton chiné et un brassard sur le bras gauche avec le symbole de l'organisation, représentant un ouvrier qui tient la balance de la justice.
L'idéologie du mouvement intègre autant la doctrine sociale catholique traditionnelle que des éléments d'inspiration fasciste. Le chef est nommé par le Conseil légionnaire (composé de deux membres de chaque société confédérée) pour un mandat limité, et un mécanisme parlementaire existe pour le destituer. Cette organisation de type fasciste a donc un fonctionnement moins rigide que des organisations comme l'Ação Integralista Brasileira ou l'Ação Social Brasileira, par exemple.
Ce mouvement se fondra dans l'Ação Integralista Brasileira.